# Zbigniew Piątek
Zbigniew Piątek (Kielce, Voivodat de Santa Creu, 1 de maig de 1966) va ser un ciclista polonès, professional del 1994 al 2005. Va participar en dues edicions dels Jocs Olímpics.

## Palmarès
- 1987
  - 1r a la Volta a Polònia
- 1989
  - 1r a la Małopolski Wyścig Górski
- 1990
  - Vencedor d'una etapa a la Volta a la Baixa Saxònia
- 1993
  - 1r al Gran Premi de Brissago
- 1993
  - 1r al Gran Premi de Buchholz
- 1998
  - 1r a la Małopolski Wyścig Górski
- 2001
  - 1r a la Małopolski Wyścig Górski i vencedor d'una etapa
  - Vencedor d'una etapa al Herald Sun Tour
- 2002
  - Vencedor d'una etapa al Giro del Cap
- 2003
  - 1r al Tour de Bohèmia i vencedor d'una etapa
  - 1r al Pomorski Klasyk
- 2005
  - 1r al Szlakiem Grodów Piastowskich i vencedor d'una etapa